# Leucozona flavimarginata
Leucozona flavimarginata är en tvåvingeart som beskrevs av Huo och Ren 2007. Leucozona flavimarginata ingår i släktet lyktblomflugor, och familjen blomflugor. Inga underarter finns listade i Catalogue of Life.